# Billy Marshall
William Frederick „Billy“ Marshall (* 11. Juli 1936 in Belfast; † 20. April 2007 in Hartlepool) war ein nordirischer Fußballspieler. Als linker Verteidiger war er ab 1953 lange beim FC Burnley beschäftigt, dort jedoch zumeist nur in der Reservemannschaft aktiv. In der Meistermannschaft von 1960 kam er nur einmal zum Zug, bevor er zur Mitte der 1960er vier Jahre Stammspieler in den unteren Profiligen war.

## Sportlicher Werdegang
Marshall schloss sich 1953 als 17-Jähriger von dem nordirischen Klub Distillery dem englischen Erstligisten FC Burnley an. Als linker Verteidiger eroberte er sich schnell einen Stammplatz in der Reservemannschaft, aber im Profiteam gelang ihm in knapp neun Jahren nie der sportliche Durchbruch. Dabei stand ihm zunächst Harry Mather im Weg, der schon in der gesamten Nachkriegszeit „gesetzt“ war, dem dann Doug Winton und später Dave Smith nachfolgten (Letzterer war sogar ein gelernter Rechtsverteidiger). Im Jahr 1959 wurde dann mit Alex Elder ein neues Talent aus Nordirland (von Glentoran) verpflichtet, der eine neue Generation auf dieser Position darstellte.
In der Meistersaison 1959/60 begann zunächst Tommy Cummings auf der linken Abwehrseite, bevor Elder seine Chance nachhaltig nutzte, womit Marshall weiter nur der Platz in der zweiten Mannschaft blieb. Erst als sich Elder nach einem Länderspiel für Nordirland verletzt zurückmeldete, debütierte Marshall am 9. April 1960 gegen Nottingham Forest (1:0). Es blieb sein einziger Einsatz in diesem Jahr, dem immerhin acht Pflichtspielauftritte in der anschließenden Spielzeit 1960/61 folgten. Die Partie am 11. März 1961 gegen den FC Chelsea (4:4), die die letzte für Marshall in Burnley war, führte zu einer Strafe für Burnley, da dem Klub vorgeworfen wurde, absichtlich eine zu schwache Elf aufgeboten zu haben (sie wurde auf zehn Positionen verändert). Im August 1962 verließ er dann seinen langjährigen Klub, für dessen Reservemannschaft er immerhin mit dem Lancashire Senior Cup in den Spielzeiten 1959/60 und 1961/62 sowie zuletzt auch mit der Meisterschaft in der Central League drei Trophäen gewonnen hatte. Dazu war er in der nordirischen B-Auswahl zu zwei Länderspielen gekommen.
Zwischen 1962 und 1966 ließ Marshall bei Oldham Athletic und Hartlepools United seine aktive Laufbahn ausklingen. Für beide Klub absolvierte er jeweils 57 Ligapartien und mit Oldham stieg er in seinem ersten Jahr in die dritte Liga auf, bevor er nach einem Jahr in der Third Division in die Viertklassigkeit zurückkehrte. In Hartlepool verstarb er dann mehr als vier Jahrzehnte später nach kurzer Krankheit im Alter von 70 Jahren.